# Iron Front
Iron Front is het vierde en meest recente studioalbum van de Amerikaanse punkband Strike Anywhere. Het is tevens het eerste album van Strike Anywhere waar gitarist Matt Sherwood niet aan heeft meegewerkt. Hij verliet de band in 2007 en werd vervangen door Mark Miller. De titel verwijst naar het IJzeren Front (Engels: Iron Front).
Het studioalbum werd op 6 oktober 2009 uitgegeven door Bridge 9 Records en was het eerste album dat de band via dit label liet uitgeven. Het wordt uitgegeven als lp, cd, en muziekdownload.

## Nummers
1. "Invisible Colony" - 1:22
2. "I'm Your Opposite Number" - 2:20
3. "South Central Beach Party" - 2:28
4. "Failed State" - 2:31
5. "Hand of Glory" - 1:43
6. "The Crossing" - 2:54
7. "Spectacular" - 1:50
8. "Blackbirds Roar" - 2:19
9. "Omega Footprint" - 2:12
10. "Summerpunks" - 2:09
11. "First Will and Testament" - 2:53
12. "Western Scale" - 3:18
13. "Postcards From Home" - 2:58

## Band
- Thomas Barnett - zang
- Matt Smith - gitaar, zang
- Garth Petrie - basgitaar
- Eric Kane - drums
- Mark Miller - gitaar, zang